# Rediscovered
Rediscovered är ett studioalbum av Andreas Johnson, utgivet den 29 oktober 2008.

## Låtlista
1. It Don't Mean a Thing
2. Route 66
3. Do You Wanna Dance?
4. Smile
5. Glorious
6. Night And Day
7. Can't Take My Eyes Off You
8. Night Stood Still
9. Waterloo
10. Sign Your Name
11. The Girl I Love

## Medverkande
- Andreas Johnson – sång
- Anders Kjellberg – trummor
- Kaspar Vadsholt – bas
- Magnus Persson – slagverk
- Jojje Wadenius – gitarr
- Marcoss Ubeda – piano

## Listplaceringar
| Lista (2008) | Topplacering |
| ------------ | ------------ |
| Sverige      | 29           |